# Сансі (діамант)

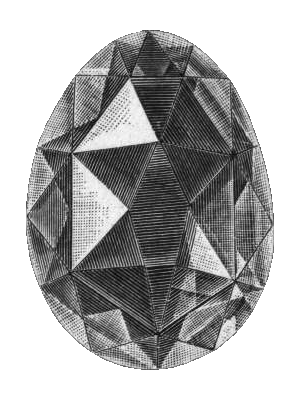
Алмаз Сансі. Ілюстрація з енциклопедії Nordisk familjebok

«Сансі» — блідо-жовтий діамант краплеподібної форми масою 55,23 карата, (11,046 грамів, судячи з ограновування) — індійського походження. Один з легендарних коштовних каменів в історії Європи.
Відомий також його "брат" діамант Бо Сансі.

## Легендарне походження
У книзі Р. Валеєва «Алмаз — камінь крихкий» (Київ: Рад. письменник, 1973) наводиться легенда про походження діаманта «Сансі».
На думку автора, камінь був знайдений в 1064 році в Східній Індії купцем Джагаттунгою. До шліфовання алмаз важив сто один з чвертю карата. У Ахмеднагарі купець обміняв камінь у султана, якого звали Віра Раджендра, на двох молодих слонів, дванадцять верблюдів і вісімдесят золотих монет. Незабаром на престол зійшов Адхіраджендра, і усі коштовності роду, зокрема й алмаз, перейшли до нього. Потім камінь перейшов до династії Гулямів і, нарешті, через кілька поколінь опинився у Кутб-уд-діна — будівельника делійского Кутб-Мінару. Незабаром камінь зник з казни султана. У розкраданні підозрювався великий візир. У 1325 році султан Мухаммед з династії Туглаків купив цей камінь за велику суму у невідомого іноземного купця. Далі сліди алмазу втрачаються. Відомо тільки, що з Індії він був вивезений.
У 1473 році камінь виявляється у Карла Сміливого. У 1475 році за його дорученням фламандський ювелір Людвіг Ван-Беркен обробив камінь. В результаті обробки алмаз втратив в масі 48 каратів і отримав подвійне ограновування з тридцятьма двома гранями. Після загибелі Карла Сміливого в битві при Нанси діамант опинився у португальського короля Афонсу Африканця, який продав його невстановленій особі.

## Історія каменю
Згідно з історичними даними, до 1570-мих років, коли алмази стали входити в моду серед європейської аристократії, Ніколя де Сансі, французький повірений в Константинополі, чиє ім'я камінь отримав згодом, придбав його в одного турецького ювеліра.
Блискуча кар'єра, яку Сансі зробив згодом, багатьма приписувалася благотворному впливу алмазу. Так, прихильність короля Генріха III він набув, позичивши останньому камінь для прикраси берета, яким Генріх прагнув прикрити лисину на потилиці. А Генріху IV камінь згодився для фінансування військових дій.
Як свідчить віддання, посланець, який був покликаний доставити камінь королеві, пропав по дорозі до палацу. Коли його хотіли оголосити в розшук, Сансі, переконаний в невинності свого слуги, провів власне розслідування і розшукав труп посланця. З'ясувалося, що по дорозі в палац на нього напали грабіжники. Сансі наполіг, щоб тіло вірного слуги розкрили — і в його шлунку було виявлено алмаз: вірний слуга проковтнув алмаз при небезпеці.
Близько 1605 року Сансі — що тоді вже став першим міністром Франції — продав алмаз в кредит англійському королеві Якову I. Вважається, що саме тоді він і набув свою нинішню назву. У складеному в 1605 році каталозі коштовностей Тауера камінь фігурує як «прекрасний діамант, огранований, куплений у Сансі».
Алмаз Сансі залишався в Англії упродовж півстоліття, поки вигнані з країни Стюарти не продали його за схожою ціною (як припускають, за 25 тис. фунтів) кардиналові Мазаріні, який заповідав його Людовику XIV. У розпорядженні Бурбонів камінь перебував до Великої Французької революції. У цей час королівську казну розграбували, і серед зниклих скарбів були «Блакитний француз», алмаз Регента і алмаз Сансі.
Подальша доля каменю оповита таємницею аж до 1828 року, коли його придбав за 80 тис. фунтів Павло Демідов. Доля діаманта в Росії обіграється Анатолієм Рибаковим в романі «Бронзовий птах». У 1865 році Демідови перепродали алмаз за 100 тис. фунтів стерлінгів індійському раджі, який наступного року реалізував його невідомому покупцеві. У 1867 році алмаз Сансі був уперше виставлений для загального огляду на Всесвітній виставці в Парижі. Згідно з цінником, його вартість оцінювалася власником в мільйон франків. Після цього про камінь нічого не було чутно упродовж сорока років.
У 1906 році алмаз Сансі з'являється в колекції американського промисловця Вільяма Волдорфа Астора. Прославлена родина Асторів залишалася володарем реліквії впродовж 72 років, поки четвертий лорд Астор не продав камінь Лувру за один мільйон доларів. Це сталося в 1978 році, і відтоді знаменитий діамант можна бачити в галереї Аполлона в Луврі.

## Ресурси Інтернету
- Стаття в журналі «Вокруг света»